# يان ليفنس

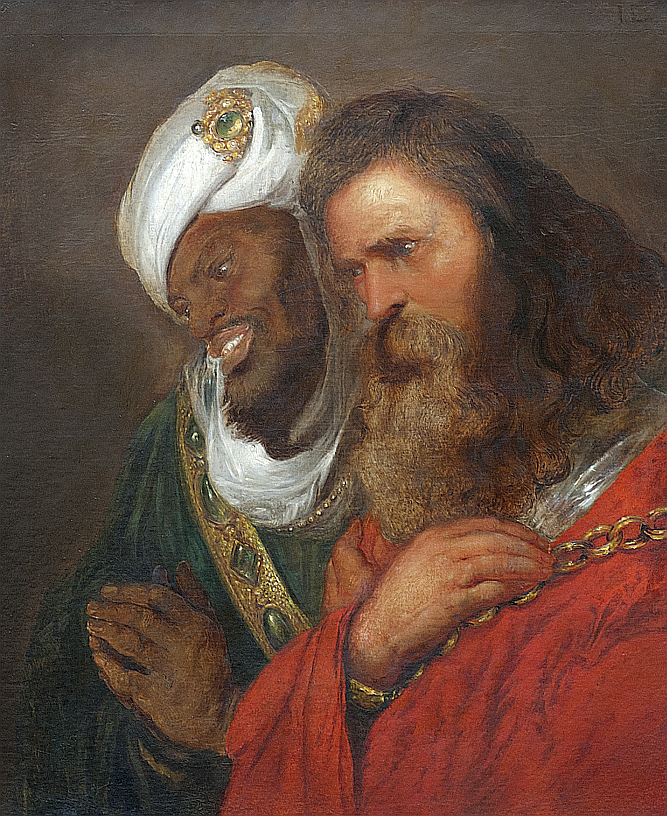
لوحة ليان ليفنس تصور صلاح الدين الأيوبي يمسك بغي دي لوزينيان بعد أسره له.

يان ليفنس (بالهولندية: Jan Lievens) هو رسام هولندي من العصر الذهبي. ولد في يوم 24 أكتوبر 1607 في مدينة لايدن. تلقى تعليمه في الرسم من قبل الرسام بيتر لاستمان في أمستردام. تشارك معه الاستوديو حتى سنة 1631. اختص برسم لوحات الاشخاص والاحداث التاريخية. تنقل بين مدن أمستردام و أنتويرب ولندن وبرلين. توفي في يوم 4 يونيو 1674 في أمستردام.